# 中壢藝術館
中壢藝術館為一座位於桃園市中壢區的多功能展演場所，設立於1985年10月25日。館內設有音樂廳、演講廳及兩間展覽室，為桃園市主要的藝文展演場館之一。

## 歷史
- 1983年6月，委由謝永溪建築師事務所規劃設計，並於7月10日開工。
- 1985年10月25日，配合中華民國慶祝「臺灣光復40週年」正式落成啟用。
- 2013年12月，內部設施及外牆整修完成，外觀由原本傳統紅磚建物，翻修成以白色為主色調的現代風建築。

## 館內設施
- 音樂廳

設有1400席位之大型劇場，可供音樂、舞蹈、戲劇等各項演出用。
- 演講廳

可容納211席位，供專題講座、研習等使用。
- 展覽室

共有兩間占地各110坪之展覽室，提供各項展覽使用。

## 外部連結
- 桃園縣政府藝文設施管理中心（页面存档备份，存于）